# اسدی توسی
ابونصر علی بن احمد اسدی توسی شاعر، نویسنده ایرانی سده پنجم هجری و سرایندهٔ اثر حماسی گرشاسپ‌نامه است. وی در سال ۴۶۵ هجری در گذشت. آرامگاه وی در مقبرةالشعرا در شهر تبریز است.
اسدی از چند جهت در تاریخ ادبیات ایران دارای اهمیت است: کهن‌ترین دستنویس فارسی که به دست آمده است به خط اسدی توسی است. علاوه بر این وی نخستین واژه‌نامهٔ فارسی را (بنا بر آنچه امروز به ما رسیده است) به نام لغت فرس تدوین کرد.

## منبع‌شناسی
از زندگی اسدی توسی دانسته‌های زیادی در دسترس نیست. آگاهی‌های اندکی که از او امروزه در دسترس است را می‌توان به دو دسته بخش‌بندی کرد. دسته نخست دانسته‌های پراکنده‌ای است که در آثار خودِ اسدی توسی و منابع دیگر یافت می‌شود. اسدی در پایان کتاب الابنیه ابومنصور موفق هروی نام، نسب و تخلص (یا لقب) خویش را یاد می‌کند. در دیباچهٔ گرشاسپ‌نامه به توسی بودن خویش اشاره می‌کند و در پایان این کتاب و در پایان مناظره مسلمان و گبر به تخلص یا لقب خود (اسدی) اشاره می‌کند. اسدی در پایان الابنیه، انجام نگارش کتاب را شوال ۴۴۷ قمری آورده‌است. در دیباچهٔ گرشاسپ‌نامه نیز می‌گوید که این منظوم را به خواهش محمد حصی یا حصنی وزیر ابودلف شیبانی فرمانروای نخجوان، به نام وی سروده‌است و در همان‌جا می‌گوید که در ۴۵۸ قمری آن را به پایان رسانده‌است. نظامی، شاعر پرآوازه سده ششم، در قطعه‌ای در سخا و سخن به بخل سلطان محمود به فردوسی و نواخت‌یافتن اسدی از سوی ابودلف اشاره دارد. رشید وطواط ذیل صنعت «الاغراق فی‌الصفه» تنها یک دو بیتی از علی اسدی شاهد آورده که در آثار بازمانده از اسدی و منابع دیگر دیده نمی‌شود. از این رو آگاهی‌های دقیق از زندگانی اسدی، کم‌وبیش به واپسین دهه از زندگی او محدود می‌شود و پیش از این تنها می‌دانیم که در توس زاده شده و در ۴۴۷ قمری نسخه الابنیه را رونویسی کرده‌است.
دسته‌دوم سرگذشت‌نامه‌هایی هستند که در آن‌ها از اسدی توسی یاد شده که در این میان، تذکره‌الشعرای دولتشاه سمرقندی از همهٔ آن‌ها کهن‌تر است که در سال ۸۹۲ هجری قمری نوشته شده‌است و به گفتهٔ دائرةالمعارف بزرگ اسلامی، سرچشمهٔ بیشتر آشفتگی‌های موجود در زندگی‌نامهٔ اسدی توسی به‌شمار می‌رود. در منابع کهن‌تر از تذکره دولتشاه، همچون چهار مقالهٔ نظامی عروضی، و لباب‌الالباب عوفی، نامی از اسدی توسی نیامده است، شاید به این دلیل که نظامی عروضی به شاعرانی که به دربارهای کوچک رفت‌وآمد داشتند، توجهی نداشته‌است، و عوفی نیز بیشتر به شاعران قصیده‌سرا پرداخته‌است.

## زندگی‌نامه

### نام و تبار
او زاده توس در خراسان بوده‌است. کنیه او را در مجالس‌المومنین و مجمع‌الفصحا ابونصر و در دیباچه لغت فرس، که در سال ۱۳۰۳ هجری نوشته شده، ابومنصور آمده‌است. دست‌نویسی از کتاب الابنیه عن حقایق الادویه، نوشته ابومنصور موفق بن علی الهروی در مفردات طب به زبان فارسی در دسترس است که اسدی توسی آن را در ۴۴۷ هجری قمری رونویسی کرده که در آخر کتاب و در بخش شناسنامه، نام خویش را چنین آورده‌است: علی بن احمد الاسدی الطوسی الشاعر. لقب یا تخلص او اسدی بوده‌است که خود را بدین نام خوانده و سرگذشت‌نویسان هم به همین شیوه از او یاد کرده‌اند.
قاضی نورالله ششتری از فرهنگ لغات فرس نوشتهٔ خود اسدی و گفتهٔ خود او نقل می‌کند که تبار اسدی به پادشاهان عجم می‌رسد و نویسندهٔ مجمع‌الفصحا هم به پیروی از او، بی‌آنکه سند خود را بنویسد، تبار وی را به شهریاران ایران می‌رساند؛ ولی بر پایهٔ گفتهٔ بدیع‌الزمان فروزانفر، در نسخه خطی و چاپی فرهنگ اسدی از آنچه قاضی نورالله نوشته اثری نیست و از آن گذشته، «اسدی» نسبتی است به چندین قبیله عرب که از آن‌ها در «الانساب» یاد شده و شماری از گذشتگان بدین نسبت شهرت یافته‌اند، اگرچه ممکن است نسبت او به اسد از جهت ولاء باشد چنان‌که بسیاری از ایرانیان به همین نظر به قبایل عرب منسوب شده‌اند. بر پایهٔ گفتهٔ فروزانفر، در اینکه اسدی زادهٔ شهر توس بوده‌است، هیچ تردید نیست، چرا که همه سرگذشت‌نویسان او در این باره با هم همداستان هستند و خود اسدی توسی نیز در پایان الابنیه مقدمهٔ گرشاسپ‌نامه نیز چنین نوشته‌است.
بر پایهٔ افسانه‌ای که دولتشاه آورده، اسدی استاد فردوسی بوده‌است و چون او را به سرودن شاهنامه برانگیختند، پیری را بهانه کرد و به جای خویش، فردوسی را به سرودن شاهنامه برانگیخت و هنگامی که فردوسی پس از فرار از غزنین به توس بازگشت و وفاتش در رسید، اسدی را نزد خویش فرا خواند و سرودن مابقی شاهنامه را به او سپرد. اسدی در یک شبانه روز چهارهزار بیت سرود و در آن هنگام فردوسی هنوز زنده بود و هنگامی که آن بیت‌ها را خواند، بر ذهن استاد خویش آفرین گفت. بر پایهٔ گفتهٔ خالقی مطلق در دانشنامه ایرانیکا، این گزارش به‌طور قطع ساختگی است. اگر بخواهیم اسدی را استاد فردوسی بشماریم، آنگاه او باید ۱۵۰ سال زیسته باشد که پذیرفتنی نیست. سرگذشت‌نویسان بعدی نیز به نوشته‌های دولت‌شاه استناد کرده و این افسانه را آورده‌اند. بر پایهٔ گفتهٔ تقی‌الدین کاشی، اسدی با فردوسی «نسبت خویشی و قرابت» داشته‌است، اما خود او به گفتهٔ دولتشاه که بخش پایانی شاهنامه که دولتشاه گفته «از اول استیلای عرب است بر عجم در آخر شاهنامه» بر دیدهٔ تردید نگریسته‌است.

### نظریه وجود داشتن دو اسدی
هرمان اته بر پایهٔ سرگذشت دولتشاه اینگونه پیشنهاد کرد که شاید دو شاعر با تخلص اسدی در دو زمان گوناگون می‌زیسته‌اند. یکی پدر با نام ابونصر احمد بن منصور که استاد فردوسی و سرایندهٔ مناظرات بوده که در دوره محمود غزنوی چشم از جهان فرو بسته، دیگری پسر ابونصر به نام علی بن احمد که رونویس الابنیه، سرایندهٔ گرشاسپ‌نامه و نویسندهٔ لغت فرس بوده‌است. اته در این نظریه خویش تلاش کرد تا ممدوحان از سوی اسدی پدر را با دولتمردان حکومت غزنوی تطبیق دهد. بر پایهٔ دیدگاه او، «شه عادل‌زاد» که در مناظر شب و روز از او یاد شده همان سلطان محمود غزنوی است و «والا منوچهر» که در مناظره رمح و قوس آمده‌است، تعبیری شاعرانه برای همین سلطان و «ابوالوفا مطهر» که در مناظره «آسمان و زمین» مدح شده، همان شمس‌الدوله ابوطاهر از خاندان آل بویه در همدان بوده‌است و رستم نیز که در بیت پایانی همین مناظره از او یاد شده، برادر وی مجدالدوله ابوطالب رستم، امیر ری و معاصر سلطان محمود است. به گمان اته، همین ستایش از مجدالدوله، سلطان محمود را رنجانده که او را تبعید کرده‌است.
این نظریه اته تا سال‌ها پابرجا بود و بسیاری از خاورشناسان و پژوهشگران ایرانی در درستی آن تردید نداشتند که از میان آن‌ها می‌توان استوری، براون و نفیسی را نام برد؛ ولی شیرانی و فروزانفر این نظریهٔ اته را رد کردند. چایکین، ایران‌شناس روسی از برجسته‌ترین کسانی بود که نادرستی دیدگاه اته را نشان داد. بر پایهٔ گفتهٔ او، تلاش اته بر این بود که ممدوحان اسدی را از لابه‌لای تاریخ یمینی، ترجمه جرفادقانی بازشناسد، آن هم با تکیه و اعتماد به ترجمه انگلیسی رینولد از این کتاب که به ویژه در ضبط اعلام، لغزش‌های بسیاری در آن راه یافته‌است. چایکین تطبیق ممدوحان اسدی را در مناظرات با دولتمردان غزنوی را سراسر رد کرد و تک‌تک به آن‌ها پاسخ گفت. اما خود او نیز اشاره می‌کند که به جز شجاع‌الدوله منوچهر که در مناظره رمح و قوس از او مدح شده، کیستی دیگر ممدوحان مناظرات، شناخته نیست. او نشان می‌دهد که شجاع‌الدوله منوچهر، همان امیر شدادی آنی است و ابونصر احمد بن علی شاید همان ممدوح لامعی باشد. همچنین بر پایهٔ گفتهٔ چایکین، شاعران پارسی‌گو معمولاً از پدر به پسر تغییر تخلص می‌دهند و اگر دو اسدی زندگی می‌کرده‌اند، پسر می‌بایست تخلص خویش را تغییر می‌داد. همچنین چایکین می‌افزاید که اسدی به سبب فروتنی، شعرهای خویش را در لغت فرس نیاورده است، ولی اگر پدر او شاعر بود، با رغبت چند بیتی را از او در لغت فرس می‌آورد.

### جوانی، میان‌سالی، کهن‌سالی و درگذشت
برتلس، دیگر ایران‌شناس نامدار روسی با بررسی واپسین بیت‌های «عرب و عجم» اینگونه پیشنهاد می‌دهد که شاعر اثر خویش را به عمید نوقان (یکی از دو ناحیه توس) ابوجعفر محمد پیشکش کرده‌است. کیست این ابوجعفر محمد دانسته نیست، ولی نکتهٔ برجسته اینجاست که این مناظره در توس و در زادگاه شاعر سروده شده‌است و می‌توان پذیرفت که از سروده‌های دوره جوانی شاعر بوده‌است. در این مناظره هنگامی که مرد عجم شخصیت‌های و سخن‌سرایان نامدار ایرانی که مایه فخر اوست را نام می‌برد، از فردوسی سخنی به میان نمی‌آید. بر پایهٔ گفتهٔ ابوالفضل خطیبی، هرچند که برتلس به درستی دریافته که اسدی از شاعران درباری غزنویان نیست، ولی این گمان او که اسدی از سر رقابت نام فردوسی را نیاورده پذیرفتنی نیست؛ زیرا از همین مناظره اینگونه برمی‌آید که اسدی در دوره جوانی نه تنها در حماسه‌سرایی طبع‌آزمایی نکرده، بلکه در قصیده‌سرایی نیز شاعری چیره‌دست نبوده تا با فردوسی همسنگی داشته باشد. برتلس بر این گمان است که اسدی در جوانی آرمان‌های شعوبی و همچنین گرایشی آشکار به تشیع داشته‌است؛ ولی از آنجا که هر دو این گرایش‌ها از دید دربار غزنوی یک گونه بزه به‌شمار می‌آمده، هیچ چکامه‌سرایی را یارای آن نبوده تا چنین چکامه‌ای را به‌سراید و از چان خویش بیمناک نباشد. پس بر این پایه، ممدوح اسدی یعنی عمید نوقان، باید یکی از سرداران و دهقانان زمین‌دار ایرانی در توس بوده که شاعر در واپسین‌سال‌های زندگی محمود یا در روزگار پسر و جانشین او مسعود این قصیده را بدو پیشکش داشته‌است؛ زیرا در سراسر زنجیرهٔ برهان‌های عجم، بیزاری دهقان اشرافی از عرب به گونهٔ بسیار نمایان به چشم می‌خورد. اما شاعر که نمی‌توانست امیدوار باشد که همواره برای شعرهایش پاداشی با گشاده‌دستی پرداخته شود، گویا در پایان دوره غزنوی و همزمان با تاخت آوردن ترکمنان و خشک‌سالی در خراسان از توس راهی غرب ایران شد. برتلس طرح کوتاهی از دوره دوم زنگانی اسدی به دست می‌دهد که چنین است: شاید از توس به دربار جستانیان طارم و سرانجام به نخجوان رفته، و پس از ۴۶۴ قمری در آنی، شجاع‌الدوله منوچهر بن شاوور را مدح گفته و نیز به احتمال بسیار شاعر در سرگردانی‌هایش سخت تنگدست و نیازمند می‌شود تا آنجا که در ۴۴۷ قمری به حال و روز یک کاتب و نسخه‌نویس ساده فرو می‌افتد. افتد
پس از برتلس، جلال خالقی مطلق با پژوهش در منابع و مناظرات، آگاهی‌های بیشتری از دوره دوم زندگانی اسدی به دست داد. در این پژوهش خالقی بیشتر به مسمطی استناد کرده که در دیوان قطران آمده، ولی در برخی سرگذشت‌نامه‌ها از جمله دقائق‌الاشعار به اسدی منسوب است. خالقی یادآور می‌شود که این تذکره که ۱۸ باب از ۳۰ باب آن در دسترس است، نمی‌تواند ز سده ۸ قمری فروتر نوشته شده باشد، چرا که همه شاعرانی که در این مجموعه نام آن‌ها برده شده، در زمانی پیش از این می‌زیسته‌اند. سپس خالقی مطلق این مسمط را با بهره بردن از دیوان قطران و دقائق از نو تصحیح کرده‌است. در این مسمط دو شخص گوناگون یکی امیر جستان یا کنیه ابونصر و دیگری جوانی شمس‌الدین نام با لقب تاج‌الملک مدح شده‌اند. در دیوان قطران قصاید فراوان در ستایش ابونصر جستان وجود دارد و در این قصاید از ابوالمعالی به عنوان پیر جستان نیز یاد می‌شود. این جستان امیری است از خاندان کنگریان که در پیرامون سال‌های ۴۲۱–۴۵۳ قمری بر طارم فرمان می‌راند. در این مسمط جستان با صفاتی چون مسدد، منصور، موید ستوده شده‌است که تکرار مسدد در قصیده‌ای از قطران نشان می‌دهد که اینها همه لقب‌های جستان بوده‌است. سپس خالقی با برسنجی میان آنچه اسدی و قطران دربارهٔ جستان گفته‌اند، از یک سو، و تقدیم نامه کتاب الابنیه و گفتار نویسنده آن، ابومنصور هروی از سوی دیگر، چنین نتیجه می‌گیرد که «امیر المسدد الموید المنصور» امیری که ابومنصور هروی کتاب خود را به نام آن نگاشته همان ابونصر جستان ممدوح اسدی و قطران است و از جمله دعایی «حرسه الله» که اسدی کاتب کهن‌ترین نسخه کتاب به دنبال نام ابومنصور هروی آورده پیداست که نویسنده کتاب و امیری که این اثر بدو پیشکش شده و نیز کاتب آن در یک زمان می‌زیسته‌اند. در حالی که پیشتر بسیاری از خاورشناسان بر این باور بودند که این امیر همان منصور بن نور سامانی ملقب به السدید بوده‌است و پژوهشگران دیگری چون قزوینی بهار و محبوبی در این باره به نتیجه قطعی نرسیده بودند.
به گفته ابوالفضل خطیبی، با آنکه پژوهش خالقی در شناساندن نقاط تاریک زندگی اسدی بسیار راهگشاست، ولی لغزش‌هایی در ان وجود دارد. قدمت جُنگ دقائق الاشعار که خالقی بارها بدان پای فشرده محل تردید است؛ زیرا از ۳۰ باب تنها ۱۸ باب بر جای مانده‌است و بر این اساس که همه شعرای نام برده در آن به پیش از سده ۸ قمری تعلق دارند نمی‌توان به دیرینگی کتاب حکم کرد. از سوی دیگر نیز همانگونه که خالقی خود گفته‌است، در دیوان قطران نزدیک به ۲۰ قصیده در ستایش ابونصر جستان در دسترس است و از آن جمله مسمطی است با برخی القاب و الفظا مدحی مشابه در ستایش این امیر که نگارنده دقائق الاشعار آن را نه به قطران بلکه به اسدی منسوب کرده‌است. از این رو به سادگی نمی‌توان این مسمط را که در کهن‌ترین دست‌نویس‌های دیوان قطران آمده به استناد به گفته نویسنده دقائق‌الاشعار به اسدی نسبت داد. با این همه خطیبی بر این باور است که اگر هم این مسمط سرودهٔ اسدی نباشد، پایه‌های نظریه خالقی مبنی بر اینکه نویسنده کتاب الابنیه هر دو همزمان در دربار ابونصر جستان به سر می‌برده‌اند فرو نمی‌ریزد، چون، امیری که در یکی از مناظرات اسدی با لقب «شاه عادل» و «امیر عادل» ستوده شده با این ابونصر جستان نیک تطبیق می‌کند. خطیبی در نهایت بر پایهٔ گزارش‌های چایکین، برتلس و خالقی مطلق، زندگانی اسدی را چنین بازگو می‌کند: احتمالاً در پایان سده ۴ قمری یا سال‌های آغازین سده ۵ در توس دیده به جهان گشود. در مکتب شعری همان‌جا بالید و به ویژه از شاهنامه فردوسی تأثیر پذیرفت، ولی نخست به قصیده‌سرایی روی آورد و قصیده‌ای به صورت مناظره (عرب و عجم) برای ابوجعفر محمد، عمید نوقان، از دهقانان ایرانی آن دیار سرود. سپس، مقارن با تاخت آوردن ترکمنان سلجوقی و خشک‌سالی در خراسان از توس راهی غرب ایران شد و در ۴۴۷ در دربار ابونصر جستان امیر طارم کتاب الابنیه ابومنصور هروی را رونویسی کرد و در قصاید خود او را ستود. در نزدیکی‌های سال ۴۵۵ در دربار ابودلف شیبانی فرمان‌روای نخجوان به سر می‌برد و از این تاریخ تا ۴۵۸ به نظم گرشاسپ‌نامه سرگرم بود. پس از آن لغت فرس را نوشت و در کهنسالی به دعوت شجاع‌الدوله منوچهر، حکمران آنی، بدانجا سفر کرد و مناظره رمح و قوس را برای این امیر شدادی سرود و در یکی از بیت‌های پایانی این مناظره از منوچهر اجازه خواست که با «مأوای» خود شاید همان نخجوان یا توس بازگردد.
اسدی در نزدیکی‌های سال ۴۶۵ قمری درگذشت و در کوی سرخاب تبریز به خاک سپرده شد و گورستان محل دفت او بعدها به مقبره‌الشعرا نامبردار گشت. از این رو شاید بتوان گفته که اسدی در پایان زندگی خویش در تبریز می‌زیسته‌است.

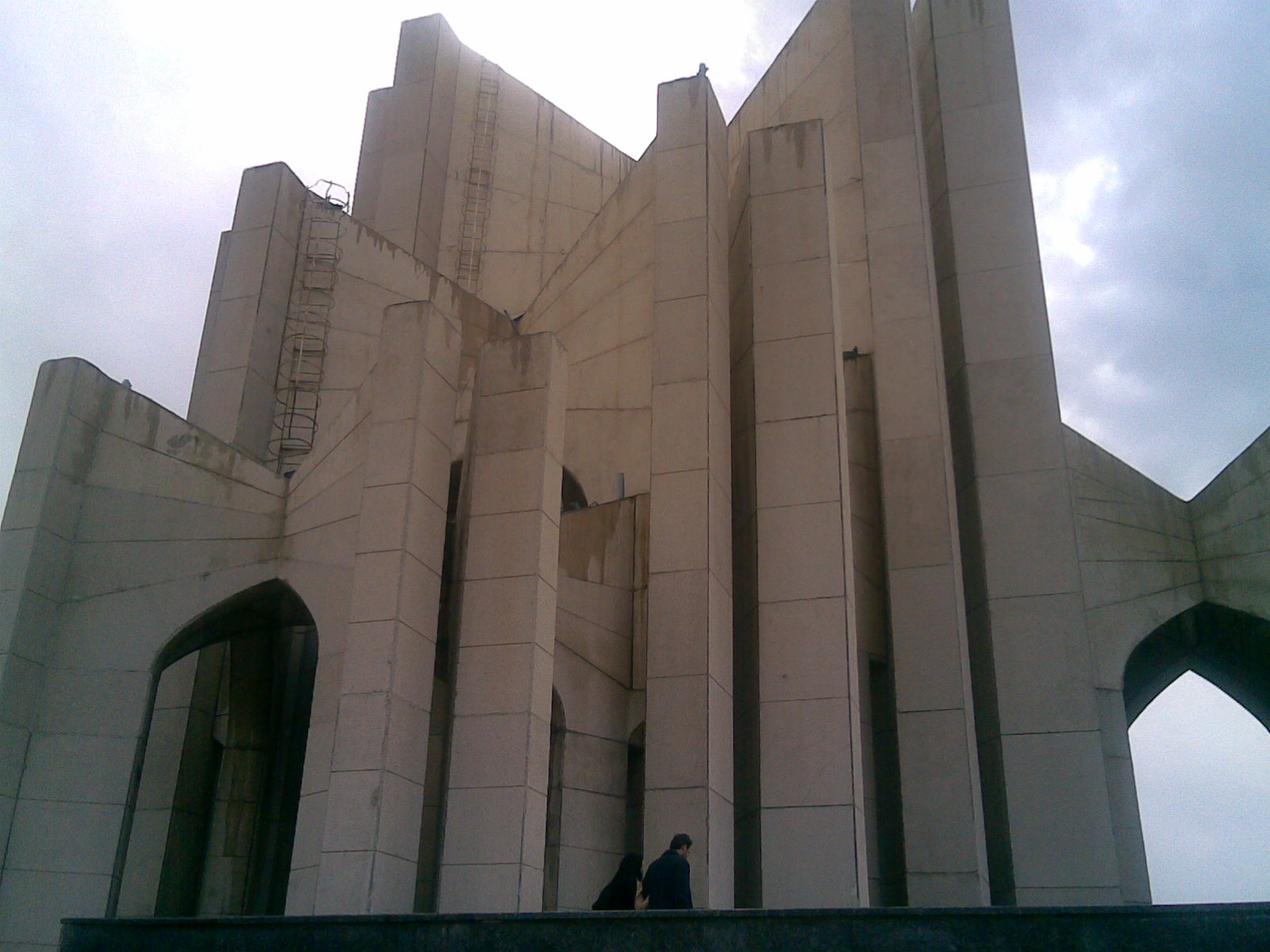
مقبرةالشعرا در تبریز، محل دفن حدود ۴۰۰ تن از دانشمندان و ادیبان نام‌آور ایران است.

### دین
کسانی که سرگذشت اسدی را نوشته‌اند، به دین و مذهب او اشاره‌ای نکرده‌اند. بر پایهٔ گفتهٔ خالقی مطلق، در مسلمان بودن او و اعتقاد استوار اسلامی او جای گمانی نیست؛ ولی به‌درستی دانسته نیست که او شیعه بوده یا سنی. در مناظرات او و در گرشاسپ‌نامه، جز ستایش اسلام و پیامبر آن هیچ‌کجا ستایشی از ابوبکر و عمر و عثمان یا علی نیست. ولی در دیباچه گرشاسپ‌نامه هنگام ستایش پیامبر اسلام، به موضوع شفاعت اشاره می‌کند. سپس در ستایش دین اشاره به ظهور مهدی در پایان جهان دارد که بر پایه گفتهٔ خالقی مطلق و ابوالفضل خطیب دلیل بر تشیع اوست. او همچنین بلافاصله پس از اشاره به ظهور مهدی می‌گوید:
| تو آنچ از پیمبر رسیدت به گوش  |  | به فرمان بجای آر و آن را بکوش    |
| بر اسپ گمان از رده بیش و کم   |  | مکوشت به دوزخ برد بافدم          |
| سر هر دوره راست کن چپ و راست  |  | از آن ترس کانجا نهیب و بلاست     |
| وزان بانگ کاید در آن رهگذار   |  | که ره دین مر این را و آن را بدار |
| نشین راست با هر کس و راست خیز |  | مگر رسته گردی گه رستخیز          |

چون این سخنان پس از ظهور مهدی آمده‌است، خالقی مطلق این نتیجه را می‌گیرد که اسدی زادهٔ شهر شیعه‌نشین توس و از خانواده‌ای دارای مذهب تشیع بوده‌است، ولی خود به خاطر تسنن محیط و ممدوحان خود و بیشتر به خاطر تفکر مذهبی خود، به هیچ‌یک از مذاهب اسلامی وابستگی نداشته، بلکه بیشتر پیرو محمد و قرآن بوده‌است. در مناظره عرب و عجم یک جا به عرب‌ها به خاطر کشتن علی و فرزندان او حسن و حسین و هم به خاطر کشتن عثمان می‌تازد. از این رو در دفاع از دین اسلام به دین زرتشتی تاخته‌است، ولی از سوی دیگر حس میهن‌پرستی او نیز تا آن پایه است که مسلمان ایرانی را برتر از عرب می‌داند.

### تحصیلات
از پاره‌ای از مطالبی که در گرشاسپ‌نامه آمده به خوبی پیداست که اسدی افزون بر چیره‌دستی در شعر و حماسه‌سرایی، در علوم دینی،فلسفه ،تاریخ ،جغرافیا و نجوم نیز آگاهی‌های چشمگیر داشته‌است و در همین منظومه چنان به موضوعات دینی و حکمی توجه نشان می‌دهد که او را «حکیم» لقب داده‌اند. اسدی با دیوان‌های شعرای عرب نیز آشنایی داشته و پاره‌ای مضامین آن‌ها را در گرشاسپ‌نامه به کار برده‌است. چنان‌که فروزانفر نشان می‌دهد، مضمون دو بیت از اسدی با دو بیت از متنبی شاعر پرآوازه عرب به خوبی تطبیق می‌کند.

## آثار اسدی توسی

### مناظرات
از مناظراتی که اسدی توسی سروده‌است، پنج مناظره امروزه در دست است. هم خالقی مطلق و هم خطیبی بر این باور هستند که هر پنج مناظره سرودهٔ یک‌نفر هستند، و خالقی بر این باور است که سنجش بین مناظره‌ها و گرشاسپ‌نامه به روشنی نشان می‌دهد که همهٔ آن‌ها روی هم جز از یک شاعر نیستند. این مناظره‌ها در قالب قصیده هستند که در فارسی و عربی تا آن هنگام بی‌سابقه بوده‌است (هرچند که در پهلوی چنین نیست و پیش از آن شعری به این گونه به نام درخت آسوریگ بوده‌است). عرب و عجم، مغ و مسلمان، نیزه و کمان، شب و روز، آسمان و زمین. در نخستین مناظره، عرب و عجم، به برتری ایرانیان بر عرب‌ها پرداخته شده‌است. دومین مناظره، مغ و مسلمان، دربارهٔ برتری مسلمانان بر زرتشتیان است که این مناظره، به روشنی یک نوشتهٔ ضدشعوبی است. زمینه‌های متناقض این دو مناظره برخی از پژوهشگران را بر آن داشته تا اینگونه بپندارند که مناظره عرب و عجم از اسدی توسی نیست؛ ولی بر پایهٔ گفتهٔ خالقی مطلق در دانشنامه ایرانیکا، می‌توان این دو مناظره را اینگونه توجیه کرد که به باور اسدی توسی، یک مسلمان ایرانی برتر از یک مسلمان عرب است، اما یک مسلمان، از هر قوم و نژادی که باشد، از یک ایرانی زرتشتی برتر است. هر دو این مناظره‌ها نسبت به دیگران از نظر هنری کمتر پخته و در مرتبه فروتری جای دارند. مناظره‌های اسدی توسی بر شعر فارسی تأثیری شگرف بر جای نهاد و از پس شاعران بسیاری به تقلید از او به این گونه شعر روی آوردند.

### گرشاسپ‌نامه
اسدی سرودن گرشاسپ‌نامه را در پیرامون سال ۴۵۵ هجری قمری در نخجوان و به درخواست محمد بن اسماعیل حصی (یا حصنی)، وزیر ابودُلَف شَیبانی و برادرش ابراهیم، آغاز کرد و آن را در سال ۴۵۸ قمری به پایان رسانده و آن را به امیر پیشکش کرد. گرشاسپ‌نامه نزدیک به ۹ هزار بیت در بحر متقارب دارد؛ کهن‌ترین دست‌نوشتهٔ آن در ماه سفر سال ۸۰۰ قمری رونویسی شده‌است و نزدیک به ۷ هزار بیت دارد. در گرشاسپ‌نامه، ماجراهای گرشاسپ، پدربزرگ رستم که از تخم جمشید بوده و در خدمت ضحاک است، روایت می‌شود. در تاریخ سیستان و مجمل‌التواریخ روایت‌هایی دربارهٔ کتابی به نام «کتاب گرشاسپ» یا «اخبار گرشاسپ» نوشته ابوالموید بلخی آمده‌است که نشان می‌دهد این کتاب منبع اسدی توسی برای سرودن گرشاسپ‌نامه بوده‌است. اینگونه به نظر می‌رسد که اسدی توسی می‌خواسته گرشاسپ را برتر از رستم، دیگر پهلوان اسطوره‌ای ایرانی نشان دهد، اما بر پایهٔ گفتهٔ خالقی مطلق، چندان در این راه کامیاب نبوده‌است. دغدغه اصلی اسدی توسی قافیه‌پردازی است، از این رو تک‌بیت‌ها بر کل داستان در اولویت هستند. او از اصطلاحات کهن فارسی و عبارات عربی بهره برده‌است. در گرشاسپ‌نامه شاعری، زبان‌شناسی، فلسفه و عرب‌گرایی اسدی نمایان است، اما بلوغ، حکمت، میهن‌پرستی و جهان‌بینی که در شاهنامه هست، در گرشاسپ‌نامه دیده نمی‌شود. گرشاسپ‌نامهٔ منظومِ اسدی توسی با اصل داستان تفاوت چندانی ندارد و به گفتهٔ فروزانفر، اسدی به‌طور قطع از تصرف و تغییر در آن خودداری کرده و به آن سخنی نیفزوده و اصل قصه را تغییر نداده، چنان‌که از سنجش آن با داستان گرشاسپ که در آغاز تاریخ سیستان آمده و از روی کتاب ابوالموید نوشته شده، روشن می‌گردد.

### لغت فرس
این واژه‌نامه برای آن نوشته‌شده‌است که واژه‌های ناآشنایی که در فارسی دری یافت می‌شوند را برای مردمان اران و آذربایجان تعریف کند. این واژه‌نامه کهن‌ترین واژه‌نامه در دسترس به زبان فارسی است که بر پایهٔ شعرهای نمونه نوشته شده‌است. در این واژه‌نامه دانسته‌هایی جسته و گریخته دربارهٔ نام‌های برخی از شعرای سده چهارم قمری یافت می‌شود. از این واژه‌نامه چندین دست‌نویس در ایران و جای‌های دیگر در دسترس است که با هم تفاوت‌های بسیاری دارند. گویا کهن‌ترین آن‌ها در کتابخانه و موزه ملی ملک در تهران قرار دارد که به سال ۷۲۲ قمری رونویسی شده‌است. دیباچه این دستنوشته از سال ۱۳۰۲ هجری (۱۸۸۴–۸۵ میلادی) است که در آن گفته شده اسدی این کتاب را به درخواست «پسر خویش»، اردشیر بن دیلمسوپار نجمی» نوشته‌است که او از اسدی به نام «حکیمِ جلیلِ اوحد» یاد می‌کند.

### سبک
در گرشاسپ‌نامه آموزه‌های اسلامی نیز دیده می‌شود، اما در اصل روایات کمتر راه یافته‌است. همچنین درآمیختگی‌هایی که میان اسطوره‌های ایرانی و سامی در آغاز دوره اسلامی انجام شده بوده، در گرشاسپ‌نامه راه یافته‌است. در یکجا زرتشت همان ابراهیم پنداشته شده و در جای دیگر هود پیامبر زمان جمشید پنداشته شده، با این همه، می‌توان با سنجیدن گرشاسپ‌نامه با اوستا و ادبیات پهلوی، اصالت بخش‌هایی از آن را به خوبی نشان داد.
اسدی بی‌گمان از شیوه سخن‌سرایی فردوسی سخت تأثیر پذیرفته‌است. بخشی از این تأثیرپذیری با بحر متقارب که با سبک حماسی پیوندی ناگسستنی یافته، مرتبط است. گاهی اسدی شیوه فردوسی را در نمایش صحنه‌ها و وصف‌ها عیناً تکرار می‌کند؛ ولی بر پایهٔ گفته خطیبی، اسدی بیش از دیگر پیروان فردوسی توانسته به سبکی مستقل دست یابد.
بر پایه گفته خطیبی، ویژگی‌های سبک او را می‌توان چنین برشمرد: اسدی به صنایع لفظی و تشبیهات و مبالغه‌های دور از ذهن گرایش بسیار دارد و به شیوه قصیده‌سرایان از به کار بردن اصطلاحات علمی زمان خود روی‌گردان نیست. همچنین در گرشاسپ‌نامه به برخی از ویژگی‌های لغوی و دستوری شاهنامه کمتر برمی‌خوریم، مانند به کار بردن «ابر»، «ابی»، «ابا» و به کار بردن حروف اضافه مضاعفی چون «به سر بر» «به کوه اندرون» «بر اندازه بر» و جز آن.
اسدی از یک سو بیش تز فردوسی واژه‌های کهن و فراموش‌شدهٔ فارسی را بکار برده و از سوی دیگر بیش از فردوسی هم از واژه‌های عربی بهره برده‌است. بر پایه گفته خالقی مطلق، بیشتر واژه‌های عربی شاهنامه در گرشاسپ‌نامه هم آمده‌اند. همچنین خالقی مطلق برآورد می‌کند که نزدیک به صد واژه عربی در گرشاسپ‌نامه آمده‌است که در شاهنامه نیامده است، و از این رو با در نظر گرفتن اینکه شاهنامه شش برابر گرشاسپ‌نامه است و در شاهنامه نزدیک به پانصد واژه عربی بکار رفته، در این صورت گرشاسپ‌نامه دو برابر بیش از شاهنامه واژه عربی دارد. همچنین بسامد کاربرد واژه‌های عربی مشترک بین گرشاسپ‌نامه و شاهنامه، به‌طور نسبی یا حتی مطلق در گرشاسپ‌نامه بالاتر است؛ ولی با همه اینها باید، بر پایه گفته خالقی مطلق، در نظر داشت که همچنان‌که از ۷۰۴ واژه عربی شاهنامه نزدیک به یک‌چهارم آن حاصل دست‌بردن دیگران در شاهنامه است، از آن سو شماری از واژه‌های تازی گرشاسپ‌نامه هم از دست‌برد دیگران وارد شده‌اند. همچنین گرشاسپ‌نامه شماری واژه ترکی دارد که در شاهنامه نیست، همچون طغرل و ایاغ.
اسدی در گرشاسپ‌نامه از میان صنایع لفظی، انواع صنعت جناس و مبالغه را بیشتر به کار برده. اما بر خلاف شاهنامه که صنایع لفظی در آن طبیعی و پوشیده‌است، در گرشاسپ‌نامه ساختگی و آشکار است. اسدی در تصویرپردازی مانند فردوسی بیشتر به صنعت تشبیه روی می‌آورد و این تشبیهات را می‌توان به تشبیهات حماسی و غیرحماسی بخش کرد. در تشبیهات حماسی پیرو فردوسی است ولی او که در صنعت مبالغه بیش از فردوسی اغراق می‌گوید، در صنع تشبیه نیز بیش از او خیال‌پرداز است. می‌توان گفت که اسدی در صنعت تشبیه پیرو فردوسی و پیشرو نظامی است.
در گرشاسپ‌نامه وصف‌ها را نیز می‌توان به دو گروه وصف‌های حماسی و غنایی بخش کرد و گاهی در یک وصف هر دو شیه به هم آمیخته‌است.
در شاهنامه قهرمانان هر گاه در جایی گرفتار می‌شوند، به خدا روی می‌آورند، ولی در گرشاسپ‌نامه چنین نیست. در شاهنامه همه چیز بر محور ایران می‌چرخد، ولی در گرشاسپ‌نامه بر محور گرشاسپ. به گفته خطیبی، یکی از ضعف‌های اسدی این است که قهرمانان او بی‌چهره هستند و خواننده با تصویری از منش پهلوانان او رو به رو نیست تا بتواند آنان را خوب بشناسد و با آنان خوی بگیرد؛ ولی درون‌مایه شعر اسدی دربارهٔ مسائل اخلاقی و ادب، ساده، استوار و زیباست. او مطالب اندرزی که در منابعش بوده را به خوبی بازگو کرده‌است. همه اندیشه‌های خداشناسی اسدی را می‌توان در شاهنامه بازیافت. به دیده اسدی، بهترین دانش در جهان، شناخت ایزد است. هر چند بزرگی او را هیچگاه نمی‌توان به درستی دریافت و در زندگی هیچ‌گاه نباید امید از یزدان برید. خرد «سَرِ گوهر است» و درستی و بینایی روان از اوست و جز ایزد از همه چیز برتر است.